# Julie Berthelsen
Pour les articles homonymes, voir Berthelsen.
Julie Ivalo Broberg Berthelsen, plus connue sous le nom de Julie, est une chanteuse groenlandaise née le 7 juin 1979 à Aarhus, au Danemark.

## Discographie
Albums
- 2003 Home
- 2004 Julie
- 2006 Asasara
- 2009 Lige nu
- 2010 Closer

Singles
- 2002 Every Little Part Of Me
- 2003 Shout (Out Love Will Be The Light)
- 2003 Completely Fallen
- 2004 It's A Wonderful Feeling